# Frankie Carle
Frankie Carle, właśc. Francis Nunzio Carlone (ur. 25 marca 1903 w Providence, zm. 7 marca 2001 w Mesa) – amerykański pianista i bandlider.

## Życiorys
Pochodził ze stanu Rhode Island.
Zmarł z przyczyn naturalnych na krótko przed swoimi 98. urodzinami w swoim domu w miejscowości Mesa w Arizonie. Msza pogrzebowa odbyła się w miejscowym kościele Świętego Krzyża (ang. Holy Cross Church), a został pochowany w Forest Lawn Memorial Park.

## Życie prywatne
Jest ojcem piosenkarki Marjorie Hughes.

## Wyróżnienia
Ma swoją gwiazdę w hollywoodzkiej Alei Gwiazd.